# Liste der Burggrafen von Dohna

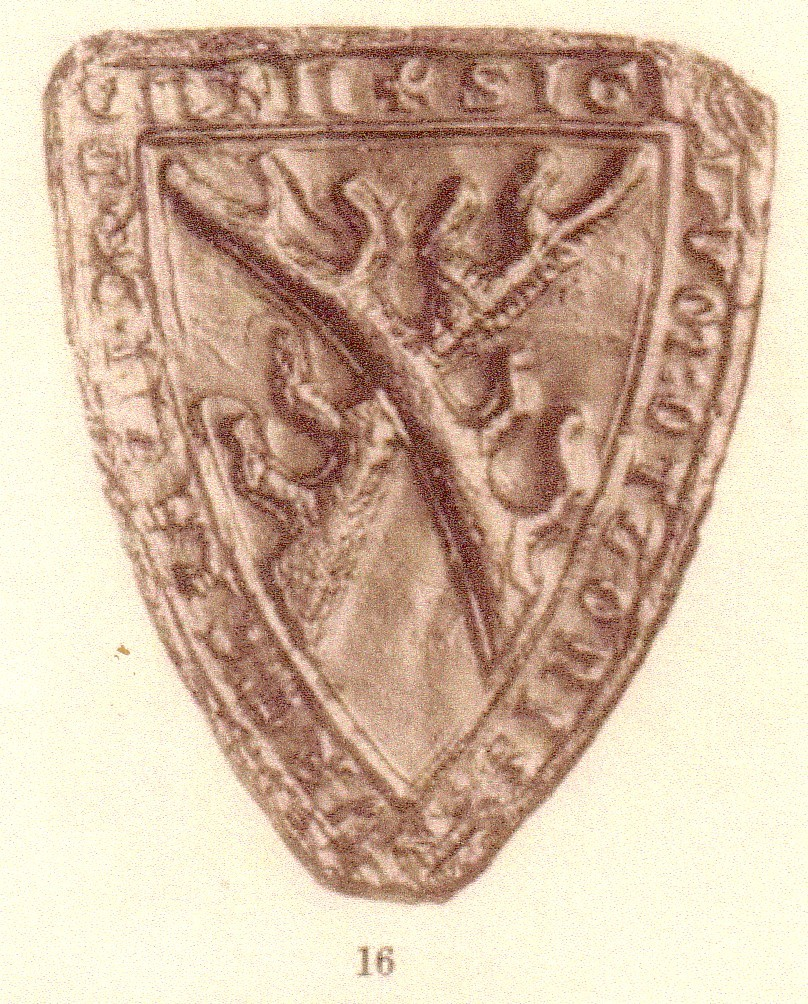
Wappen der Burggrafen von Dohna im Siegel von 1286. Das Wappen der Burggrafen bestand anfänglich aus zwei im Kreuz übereinander gelegten Stangen eines Hirschgeweihs.

Die Burg Dohna ist erstmals im Zusammenhang mit den Auseinandersetzungen zwischen König Heinrich III. (1039–1056) und Herzog Břetislav von Böhmen 1040 bezeugt. Sie befand sich wahrscheinlich als Reichslehen im Besitz des Markgrafen Ekkehard II. von Meißen (1038–1046). Die 1113 erstmals nachweisbaren Burggrafen von Dohna waren als königliche Beamte und Landesherren in der Burggrafschaft tätig, besaßen ab dem 12. Jahrhundert das Münzregal und mit dem Dohnaer Schöppenstuhl die Gerichtsgewalt in Lehns- und Erbsachen und waren zudem Lehnsherren zahlreicher Vasallen. Ihnen stand der Dritte Gerichtspfennig zu. Nach der Niederlage in der Dohnaischen Fehde von 1385 bis 1402 verloren sie Einfluss und Besitz an die Wettiner.
Die Burggrafschaft Dohna mit der Stadt Dohna als ihrem Herrschaftszentrum befand sich zwischen der Markgrafschaft Meißen und dem Königreich Böhmen. Das Wappen der Burggrafen zeigt zwei gekreuzte Hirschstangen.

## Die Burggrafen bis zum Verlust der Burggrafschaft
Die Liste enthält die reichsunmittelbaren Burggrafen von Dohna, die regierenden Burggrafen mit ihren Brüdern bis zum Verlust der Burggrafschaft im Jahr 1402. (Die Söhne der Brüder der regierenden Burggrafen sind nicht enthalten.)
Die Burggrafen der Grafensteiner Linie und weitere Verzweigungen sind hier nicht erfasst.
Die historischen Persönlichkeiten des hauptsächlich nach der Eroberung der Burggrafschaft im Jahr 1402 und Einzug des Reichslehens weitverzweigten Adelsgeschlechts sind im Artikel Dohna (Adelsgeschlecht) enthalten.

## Liste (unvollständig)
| nachweisbare Burggrafen | von          | bis  | Lebensdaten                               | Verheiratet mit | Anmerkungen | Siegel |
| ----------------------- | ------------ | ---- | ----------------------------------------- | --- | --- | ------ |
| Erkembert               | 1113 bezeugt |      |                                           | | Aus der Familie von Tegkwitz? Bezeugt als Erkembertus prefectus de castro Donin. Erkembert ist der einzige nachgewiesene Burggraf bis zur Stammburg der Donins 1156. |        |
| Heinrich I.             | 1156 bezeugt | 1180 | *vor 1127 oder 1143 † nach 1171, vor 1181 | | Heinrich von Rothowa (Heinrich von Rötha) ist 1156 erstmals bezeugt als Heinricus castellanus de Donin. Er ist der Stammvater der Burggrafen von Dohna. Ihm wurde die Burg Dohna als erbliches Reichslehen vom Kaiser Friedrich I. Barbarossa übertragen. Das Geschlecht Dohna hat rund 250 Jahre, bis zum Verlust der Burggrafschaft Dohna, das Reichslehen inne. Seine Nachkommen, die die Würde des Burggrafen erbten, wählten ihren Namen von ihrem Stammsitz Dohna (Donin, Donyn). |        |
| Heinrich II.            | 1180         | 1225 | † (1225)                                  | | Sohn von Heinrich I. 1206 Rechtsstreit mit dem Bischof von Meißen, der von Markgraf Dietrich entschieden wird. (Ersterwähnung Dresdens 1206) Erste nachweisbare Münzprägungen (Doninsche Brakteaten) |        |
| Otto I.                 | 1225         | 1239 | † (1239)                                  | Hildegundis | Sohn von Heinrich II. |        |
| Heinrich III.           | 1239         | 1256 | † (1273)                                  | | Sohn von Otto I. Stifter der Grafensteiner Linie, muss 1256 die Burggrafschaft abgeben |        |
| Otto II.                | 1256         | 1287 | † (1287)                                  | Christine von Schwarzburg-Blankenburg                                                                                      | Sohn von Heinrich III. |        |
| Otto III.               | 1287         | 1321 |                                           | Gertrudis, Burggräfin von Meißen, Tochter des Burggrafen Meinher III. aus dem Geschlecht der Meinheringer (Heirat um 1275) | Sohn von Otto II. Erhält das 1256 verlorene Landgericht zu Dresden wieder zurück |        |
| Otto Heyde I.           | 1321         | 1336 | † 1336                                    | Adelheid von Schönburg, † 1342, begraben im Dom zu Meißen                                                                  | Sohn von Otto III. |        |
| Otto Juvenis            |              |      | † 1352                                    | Jutta von Hakeborn | Sohn von Otto III. |        |
| Otto Liebedich          |              |      | † 1357                                    | N. von Waldenburg | Sohn von Otto III. |        |
| Viko                    |              |      |                                           | Adelheid von Waldenburg | Sohn von Otto Heyde I. Urkunde von 1335 (Posse) |        |
| Friedrich               | 1336         | 1347 | † (1347)                                  | | Sohn von Otto Heyde I. |        |
| Otto Heyde II.          | (1336) 1347  | 1385 | † 1385                                    | Adeldeid von Riesenburg | Sohn von Otto Heyde I. Nach gemeinsamen Regierungsjahren mit Bruder Friedrich nach 1347 alleiniger Burggraf. Nach seinem Tod wird die Burggrafschaft in drei Teile geteilt. |        |
| Otto Heyde III.         | 1385         | 1402 | † 1415                                    | | Sohn von Otto Heyde II. Bekam mit seinem Bruder Jan die von der Krone Böhmens herrührenden zwei Teile. 1402 Eroberung der Burggrafschaft durch den Markgrafen von Meißen, Wilhelm den Einäugigen. Ging nach der Eroberung Dohnas nach Prag. |        |
| Jeschke I.              |              |      | † (1403)                                  | Katharina von Weyda | Sohn von Otto Heyde II. Teilte mit seinem Bruder Mul (Otto Mul) den von Meißen herrührenden Teil. Wurde hingerichtet. Seine Nachkommen sind in Böhmen geblieben, nachdem der Rückerwerb Dohnas vom Kaiser nicht gelang. |        |
| Otto Mul                |              |      | † 1401                                    | | Sohn von Otto Heyde II. Wurde in der Nähe des Hammerguts Fichte bei Gottleuba in einem Gefecht erschossen. |        |
| Friedrich I.            |              |      | † 1426                                    | | Sohn von Otto Heyde II. Vom Orden der Kreuzträger, † in der Schlacht bei Aussig |        |
| Jan                     |              |      | † 1402                                    | | Sohn von Otto Heyde II. Wurde in einem Reitergefecht bei Burkhardswalde erstochen. |        |

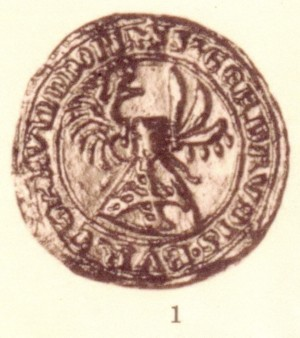
Siegel der Burggräfin Gertrud von Dohna, geb. Burggräfin von Meißen der Urkunde von 1300.
Kombination der Helmzier: rechts das Dohnaische Hirschgeweih, links das burggräflich Meißnische Schirmbrett mit Pfauenfederschmuck, von der Seite gesehen (nach Otto Posse).

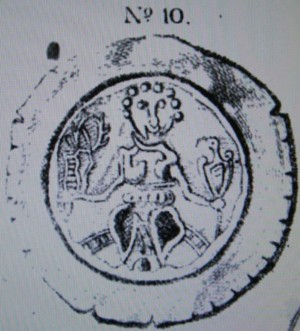
Dohnaischer Brakteat um 1200. Münzherr ist Heinrich II. oder vielleicht noch Heinrich I. – Sitzender Burggraf, in der Rechten ein Schild mit Hirschstangen darüber, in der Linken ein Adler oder Falke. Aus Numismatische Bruchstücke in Bezug auf sächsische Geschichte von K. F. W. Erbstein. Dresden, 1821

Die Regierung- und Lebensdaten ab Heinrich II. entsprechen auszugsweise meistens der genealogischen Übersicht von Otto Posse und sind fast identisch mit der Stammtafel im Heimatmuseum Dohna und der neueren Literatur. Die Regierungszeiten sind oft aus den Urkunden abgeleitet, in denen die Burggrafen erwähnt sind.
Die Siegel in der Liste der Burggrafen der Stammburg Dohna sind aus den Tafeln 4, 5 und 6 mit Datumsangabe der jeweiligen Urkunde (Otto Posse).

## Begräbnisstätte
Die Begräbnisstätte der Burggrafen von Dohna befand sich im ehemaligen Zisterzienserkloster Altzella. Hier hatten sich die Burggrafen eine Kapelle erbaut. Der Standort der Dohnaischen Begräbniskapelle ist unbekannt. Vermutlich befand sie sich an der Südseite der Klosterkirche.
Burggraf Otto Heyde III. wurde noch zur Beisetzung nach Zelle (Kloster Altzella) gebracht, nachdem er 1415 in Prag gestorben war.